# حرب الكثبان
الحرب الكثبان هي لعبة مطلق النار في اسلوب استراتيجية الوقت الحقيقي المحاكاة لحياة الصحروية اللعبة التي تم تطويرها من قبل ZootFly . تم نشر اللعبة من قبل JoWood في الاتحاد الأوروبي ، و GFI و Russobit - M . في روسيا تم نشر اللعبة عبر شركة التفاعلية زاك في أمريكا الشمالية .